# Nicole Feurstein-Hosp

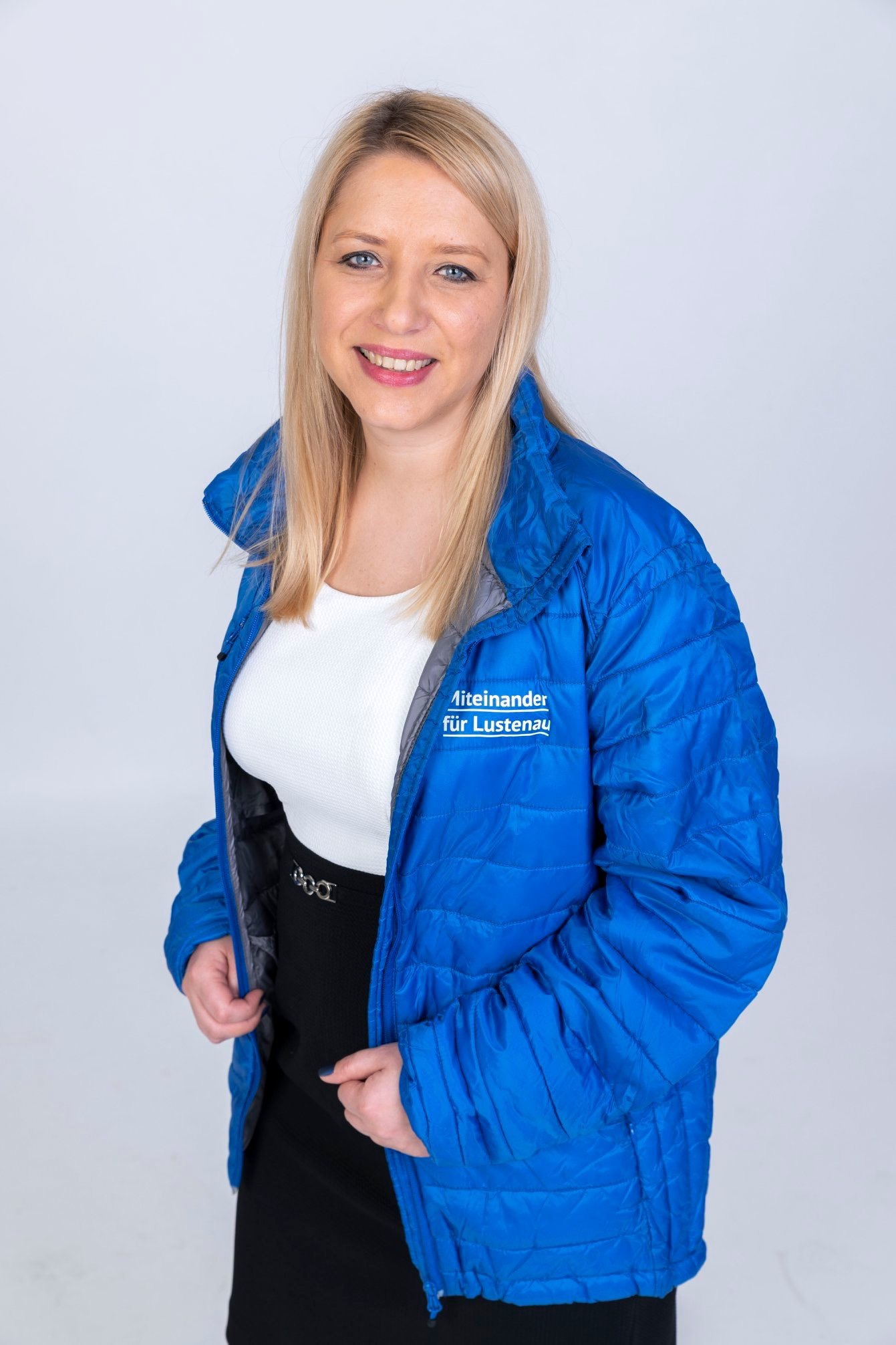
Nicole Feurstein-Hosp (2020)

Nicole Feurstein-Hosp (* 27. April 1982 in Dornbirn) ist eine österreichische Politikerin (FPÖ). Sie ist seit 2005 Mitglied der Gemeindevertretung und seit 2025 des Gemeindevorstands in Lustenau. Außerdem ist sie seit 2020 erneut Abgeordnete im Vorarlberger Landtag, was sie bereits in der Legislaturperiode 2014–2019 war.

## Politisches Wirken

### Gemeindeebene
Nicole Feurstein-Hosp ist seit 2005 Gemeindevertreterin in ihrer Heimatgemeinde Lustenau. Ihre Schwerpunkte liegen dabei im Jugend-, Sozial- und Bildungsbereich. Im Mai 2006 wurde sie Mitglied der FPÖ-Bezirksparteileitung und im März 2007 der Ortsparteileitung.
Bei den Gemeindevertretungs- und Bürgermeisterwahlen in Vorarlberg 2020 erhielt sie neben Ortsparteiobmann Martin Fitz die zweitmeisten Vorzugsstimmen ihrer Partei und wurde damit von Platz vier der Liste auf den zweiten Platz vorgereiht.
Seit 2025 zeichnet sie im Gemeindevorstand für die Kinder-, Jugend- und Familienagenden verantwortlich.

### Landesebene
Von Juli 2005 bis Mai 2011 war Nicole Feurstein-Hosp Vorarlberger Landesobfrau des Ring Freiheitlicher Jugendlicher, seitdem ist sie Mitglied des Landesvorstandes. Seit Oktober 2005 ist sie Mitglied der Landesparteileitung der FPÖ Vorarlberg, seit November 2010 auch des Landesparteivorstands.
Bei der Landtagswahl in Vorarlberg 2014 zog Feurstein-Hosp über den Landeswahlvorschlag in den Landtag ein und wurde Sprecherin der FPÖ für Frauen, Konsumentenschutz und Tierschutz in diesem Gremium.
Nach der Landtagswahl 2019 schied sie vorerst aus dem Landtag aus. Am 7. Oktober 2020 übernahm sie als Nachrückerin das Mandat von Dieter Egger, der sich aus dem Landtag zurückgezogen hatte, um sich auf seinen Posten als Hohenemser Bürgermeister zu konzentrieren. Seitdem ist sie im FPÖ-Landtagsklub für die Bereiche Frauen, Jugend und Tierschutz zuständig.

### Bundesebene
Seit Dezember 2013 ist Nicole Feurstein-Hosp Mitglied der FPÖ-Bundesparteileitung und seit Oktober 2014 im Bundesvorstand der Initiative Freiheitliche Frauen (IFF).

## Privatleben
Nicole Feurstein-Hosp ist seit 2023 verheiratet, Mutter eines Sohnes und wohnt mit ihrer Familie in Lustenau.